# Tractat de París (1763)
La Pau de París va ser signada el 10 de febrer de 1763, a París. Va posar fi a la Guerra dels Set Anys (1756-1763), que va tenir un final desastrós per a França. Aliada amb Àustria, Rússia, Saxònia, i més tard amb Suècia i Espanya, contra Prússia i Anglaterra, va guanyar extensos territoris, principalment a Amèrica, però també Menorca entre ells.
La signatura de la pau va tenir les següents implicacions:
- França concedeix a Gran Bretanya l'illa de Menorca, envaïda durant la contesa.[2] Senegal, així com les seves possessions a l'Índia a excepció de cinc places. A Amèrica li cedeix Canadà, els territoris a l'est del riu Mississipi (excepte Nova Orleans), Illa de Cap Bretó, Dominica, Grenada, Sant Vicent i Tobago.[3]
- Gran Bretanya obté d'Espanya Les Florides, les colònies a l'est i sud-est del Mississipi.[4]
- Espanya obté de França la Louisiana[5] i de la Gran Bretanya la devolució del port de l'Havana i de la ciutat de Manila (Filipines), ocupades durant la guerra, atès que es va signar un Statu quo ante bellum.
- França conserva l'illa de Gorée, els drets de pesca a les costes de Terranova i les illes de Sant Pere i Miquelon. Gran Bretanya li retorna Guadalupe i Martinica.
- Portugal obté d'Espanya la devolució de la Colonia del Sacramento.[6]

El 15 de febrer es va signar el Tractat de Hubertusburg que va confirmar a Silèsia com possessió prussiana i convertint a aquesta última en potència europea.

## Antecedents a la signatura de la Pau de París
Al llarg del segle xviii, la política traçada per Anglaterra, que es proposava aconseguir una lluita implacable contra França fins a esclafar la seva marina i provocar la pèrdua de les seves colònies, se suspenen alguns anys amb l'efímer Tractat d'Aquisgrà, el 1748. Menorca era anglesa des de l'any 1708, vivint una certa prosperitat. Els francesos aprofitaren la treva per a desenvolupar la riquesa interior del país, fer prosperar les colònies de les Antilles i el Canadà i, principalment, per a reformar i reorganitzar la marina.
Els problemes entre les colònies angleses i franceses continuava, i també cal recordar que França patia el constant atac dels nombrosos velers corsaris que estaven protegits per la Corona Britànica. Només en alguns mesos, el 1755, els pirates van capturar 6000 mariners francesos i 300 vaixells mercants.
El 18 de maig de 1756, després de molts mesos de combats intermitents a Amèrica, França i Anglaterra trencaven la vulnerable pau europea i començava la Guerra dels Set Anys. Aquest dia el mariscal duc de Richelieu envaïa l'illa de Menorca, possessió britànica des de feia 44 anys. França declarava oficialment la guerra a Anglaterra el 16 de juny de 1756.
Refugiat en el convenciment de la superioritat marítima d'Anglaterra, el cap del gabinet parlamentari anglès, Newcastle, va perdre el sentit exacte de la situació i no va protegir les possessions mediterrànies. Va donar per fet que una flota de dotze velers, armada febrilment a Toló, es dirigiria a l'Atlàntic. Aquesta suposició era incomprensible, perquè el cònsol anglès a Gènova, Birtles, va enviar el febrer un informe comunicant als seus superiors que aquesta força, destinada a atacar Menorca, estaria llesta a la primavera.
Es tractava d'assaltar l'illa de Menorca mitjançant un cop de mà, abans que Anglaterra pogués organitzar la seva defensa i reunir la seva flota del Mediterrani. L'èxit de tal empresa podria beneficiar l'aliança amb Espanya i perjudicar els interessos d'Anglaterra.